# (19318) Somanah
(19318) Somanah est un astéroïde de la ceinture principale.

## Description
(19318) Somanah est un astéroïde de la ceinture principale. Il fut découvert le 2 décembre 1996 à Sormano par Francesco Manca et Marco Cavagna. Il présente une orbite caractérisée par un demi-grand axe de 2,35 UA, une excentricité de 0,24 et une inclinaison de 24,4° par rapport à l'écliptique.

## Compléments